# Krapiwino (rejon wożegodski)
Krapiwino (ros. Крапивино) – wieś w Rosji, w rejonie wożegodskim obwodu wołogodzkiego. W 2010 r. liczyła 6 mieszkańców.